# Горлов, Николай Николаевич
Николай Николаевич Горлов (1917—1987) — советский художник, работал в области станковой живописи.

## Биография
Родился 4 сентября 1917 года в Омске.
Воспитывался в детском доме, откуда в 1934 году был переведён в люберецкую трудовую коммуну № 2 (Московская область). Здесь начал заниматься рисованием и живописью, и уже в 1936 году начал участвовать в выставках. Решив получить профессиональное образование, поступил в Московский государственный художественный институт, который окончил в 1942 году (преподаватели — Б. В. Иогансон и С. В. Герасимов). Его дипломную работу, картину «Взятие Зимнего», И. Э. Грабарь называл одной из лучших картин выпуска 1942 года.
В 1943 году вступил в члены Союза художников СССР.
Помимо революционной тематики, многие из его работ посвящены деятелям русской культуры: Пушкину, Шаляпину, Есенину и другим.
Умер 23 сентября 1987 года в Москве.

## Труды
Работы художника находятся в музеях и картинных галереях Иркутска, Симферополя, Минска, Омска и других местах России. В Москве он представлен своими произведениями в Третьяковской галерее. Ежегодно проводятся авторские выставки Николая Горлова в Гостином дворе у Московского Кремля.